# Ommocromo
Il termine ommocromo comprende vari pigmenti biologici che si trovano negli occhi dei crostacei e degli insetti. Infatti è proprio il colore dell'occhio ad essere determinato dagli ommocromi. Sono stati rinvenuti anche nei cromatofori dei Cefalopodi, e nei ragni.
Il nome deriva dalla parola greca όμμα, òmma, che significa occhio e χρὸμα, chròma, che significa colore.
Dal punto di vista biochimico gli ommocromi sono prodotti dal metabolismo del triptofano, attraverso la chinurenina e la 3-idrossichinurenina. Sono responsabili di una larga varietà di colori, che spaziano dal giallo al rosso e dal bruno al nero. I colori più soffusi e leggeri vengono prodotti dalle ommatine, mentre un miscuglio di ommatine e di ommine è responsabile dei colori più marcati e più accesi.
Nei ragni, in particolare, gli ommocromi sono depositati in granuli piccolissimi di pigmento dentro le cellule dell'ipodermide, immediatamente sotto la cuticola.